# Live poker
När poker förekommer på ett kasino kallas det ibland för live poker. Termen åsyftar då pokerspel där kasinogästerna spelar mot varandra för en avgift eller "vinstskatt" (rake) som går till kasinot. Termen har tillkommit för att skilja riktig poker från videopoker och hasardspel som till exempel Caribbean Stud Poker där deltagarna spelar helt och hållet mot kasinot och inte mot varandra. 